# زافولجيي (نيجني نوفغورود)
زافولزهيي (بالروسية: Заволжье) هي مدينة في مقاطعة نيجني نوفغورود أوبلاست في روسيا. يبلغ عدد سكانها حوالي 42029 نسمة.

## توأمة
لزافولجيي (نيجني نوفغورود) اتفاقيات توأمة مع:
- سان بيرناردينو